# كيم يي وون
كيم سو جين (بالكورية: 김유빈)‏ هي ممثلة ومغنية كورية جنوبية. ولدت يوم 11 ديسمبر 1987 في سونغنام في كوريا الجنوبية.

## روابط خارجية
- كيم يي وون على موقع IMDb (الإنجليزية)
- كيم يي وون على موقع ميوزك برينز (الإنجليزية)
- كيم يي وون على موقع قاعدة بيانات الفيلم (الإنجليزية)